# 34.ª reunião de cúpula do G8
A 34.ª Cúpula dos Países Desenvolvidos (português brasileiro) ou 34.ª Cimeira dos Países Desenvolvidos (português europeu) realizou-se entre 7 e 9 de julho de 2008, na cidade de Toyako, Hokkaido, no Japão.
No dia 9 de Julho de 2008, a reunião dos líderes das maiores economias (desenvolvidas e em desenvolvimento) emitiu uma declaração sobre segurança energética e mudanças climáticas. Nesta declaração, subscrita pelos líderes da África do Sul, Alemanha, Austrália, Brasil, Canadá, China, Coreia do Sul, Estados Unidos, França, Índia, Indonésia, Itália, Japão, México, Reino Unido, Rússia e União Europeia, afirma-se que estes líderes apoiam a Convenção-quadro das Nações Unidas sobre Mudanças Climáticas; que estão de acordo com as decisões da reunião de Bali, no sentido de chegar a um acordo em Dezembro de 2009 (reunião de Copenhaga); que se comprometem a trabalhar em conjunto para atingir o objetivo expresso no Artigo 2 da Convenção, dentro dum prazo que permita aos ecossistemas adaptarem-se naturalmente às mudanças climáticas, que assegure que a produção de alimentos não é comprometida e que o desenvolvimento económico progrida duma forma sustentável.
Os líderes afirmam ainda que é necessário um maior financiamento para a utilização das tecnologias e práticas disponíveis para reduzir a emissão de gases de estufa, mas que é necessário o desenvolvimento de novas tecnologias, infraestruturas e práticas que transformem a forma como vivemos, produzimos e usamos a energia e gerimos a terra.
A declaração inclui ainda o compromisso de serem tomadas nacionalmente, num contexto de desenvolvimento sustentável, as ações de mitigação necessárias para atingir uma efetiva redução das emissões de gases de estufa. Estas ações incluem uma melhor gestão dos recursos florestais e, em especial, a capacitação dos países menos desenvolvidos para se adaptarem às mudanças climáticas e adotarem estratégias de desenvolvimento adequadas, através dum aumento da assistência técnica e financeira.

## Participantes
Além dos líderes do G8, participam dessa reunião chefes de Estado e outras autoridades, porém esses participam apenas de algumas atividades.

### Permanentes
- Alemanha Angela Merkel, Chanceler.[2]
- Canadá Stephen Harper, Primeiro-ministro.[3]
- Estados Unidos George W. Bush, Presidente.[4]
- França Nicolas Sarkozy, Presidente.[5]
- Itália Silvio Berlusconi, Primeiro-ministro.[6]
- Japão Yasuo Fukuda, Primeiro-ministro.[7]
- Reino Unido Gordon Brown, Primeiro-ministro.
- Rússia Dmitry Medvedev, Presidente.[8]
- União Europeia José Manuel Barroso, Presidente da Comissão Europeia;[9]  Nicolas Sarkozy, Presidente do Conselho.

### Convidados

#### G8+5
- África do Sul Thabo Mbeki, Presidente.[10]
- Brasil Luiz Inácio Lula da Silva, Presidente.[11]
- China Hu Jintao, Presidente.[12]
- Índia Manmohan Singh, Primeiro-ministro.[13]
- México Felipe Calderón, Presidente.[14]

#### Outros líderes
- Argélia Abdelaziz Bouteflika, Presidente.[15]
- Austrália Kevin Rudd, Primeiro-ministro.[16]
- Coreia do Sul Lee Myung-bak, Presidente.[17]
- Etiópia Meles Zenawi, Primeiro-ministro.[18]
- Gana John Agyekum Kufuor, Presidente.[19]
- Indonésia Susilo Bambang Yudhoyono, Presidente.[20]
- Nigéria Umaru Yar'Adua, Presidente.[21]
- Senegal Abdoulaye Wade, Presidente.[22]
- Tanzânia Jakaya Mrisho Kikwete, Presidente.[23]

#### Líderes de organizações internationais
- Agência Internacional de Energia
- Agência Internacional de Energia Atômica Mohamed ElBaradei, Diretor-geral
- Banco Mundial Robert Zoellick, Presidente.[24]
- Comunidade dos Estados Independentes
- Nações Unidas Ban Ki-moon, Secretário-geral.[25]
- Organização Mundial da Saúde
- Organização Mundial do Comércio
- UNESCO Koichiro Matsuura, Diretor-geral
- União Africana Jean Ping, Presidente da Comissão[26] Jakaya Kikwete.[7]